# Michael Rothmann

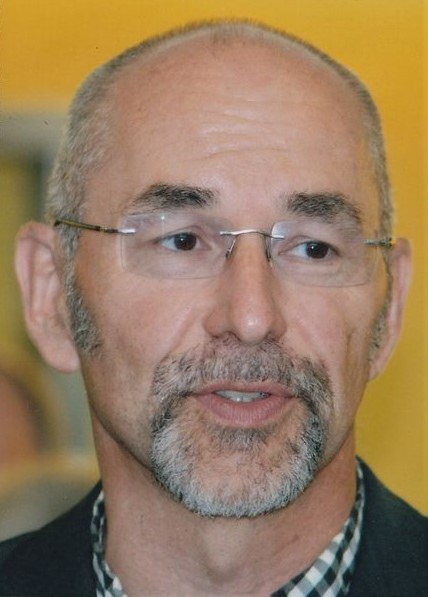
Michael Rothmann, aufgenommen von Werner Maleczek im Jahr 2012.

Michael Rothmann (* 1960 in Frankfurt am Main) ist ein deutscher Historiker.
Michael Rothmann absolvierte eine kaufmännische Ausbildung und studierte von 1983 bis 1989 Germanistik, Philosophie und Geschichte an der Universität Frankfurt am Main. Anschließend war er dort von 1990 bis 1995 wissenschaftlicher Assistent. 1991 wurde er mit dem Bethmann-Preis der Stadt Frankfurt am Main ausgezeichnet. Im Jahr 1995 wurde er bei Johannes Fried in Frankfurt promoviert über die Frankfurter Messen im Mittelalter. Von 1995 bis 2001 war er wissenschaftlicher Mitarbeiter in Frankfurt am Main und im Sonderforschungsbereich zu Wissenskulturen und gesellschaftlichem Wandel tätig. Von 2001 bis 2007 war Rothmann Hochschulassistent an der Universität zu Köln. 2008 erfolgte seine Habilitation zum Thema Zeichen und Wunder. Hochmittelalterliche Deutungsparadigmen zwischen tradiertem Naturwissen und entstehender Naturwissenschaft. In dieser Darstellung untersuchte er die Mirabiliensammlung des englischen Rechtsgelehrten Gervasius von Tilbury, der im frühen 13. Jahrhundert mit einer Weltgeschichte für Kaiser Otto IV. eine bis heute bedeutsame Quelle der Zeit vorlegte. Von 2008 bis 2011 war er wissenschaftlicher Mitarbeiter an der Universität Gießen. Rothmann lehrt seit dem Wintersemester 2011/12 als Professor für mittelalterliche Geschichte an der Universität Hannover.
Seine Forschungsschwerpunkte sind die Wirtschafts- und Sozialgeschichte des Spätmittelalters, insbesondere Marktorganisation, Rechnungswesen sowie Geld- und Kreditverkehr, die allgemeine Stadtgeschichte, die Ideen- und Geistesgeschichte des 12. und 13. Jahrhunderts, die höfische Enzyklopädie sowie die Adels- und Fehdeforschung des Spätmittelalters. Rothmann publizierte einschlägig zur städtischen Kommunikation, zu kaufmännischen und adligen Wirtschaftsformen, zur Funktion höfischer Lesekultur und zu mittelalterlich-frühneuzeitlicher Kartographie. Er ist Mitglied der Frankfurter Historischen Kommission, Mitglied im Kuratorium des Instituts für vergleichende Städtegeschichte, in der Historischen Kommission für Niedersachsen und Bremen sowie dem Historischen Verein für Niedersachsen.

## Schriften
Monographien
- Die Frankfurter Messen im Mittelalter (= Frankfurter historische Abhandlungen. Band 40). Steiner, Stuttgart 1998, ISBN 3-515-06883-X (Zugleich: Frankfurt (Main), Universität, Dissertation, 1995).

Herausgeberschaften
- mit Helge Wittmann: Reichsstadt und Geld (= Studien zur Reichsstadtgeschichte. Band 5). Michael Imhof Verlag, Petersberg 2018, ISBN 3-7319-0651-1.
- mit Janus Gudian, Johannes Heil, Felicitas Schmieder: Erinnerungswege. Kolloquium zu Ehren von Johannes Fried (= Frankfurter historische Abhandlungen. Band 49). Steiner, Wiesbaden 2018, ISBN 978-3-515-11831-6.
- mit Helge Wittmann: Reichsstadt und Geld. 5. Tagung des Mühlhäuser Arbeitskreises für Reichsstadtgeschichte. Mühlhausen 27. Februar bis 1. März 2017. Imhof Verlag, Petersberg 2018, ISBN 978-3-7319-0651-3.
- mit Gabriele Annas und Petra Schulte: Gerechtigkeit im gesellschaftlichen Diskurs des späteren Mittelalters (= Zeitschrift für Historische Forschung. Beiheft 47). Duncker & Humblot, Berlin 2012, ISBN 3-428-13706-X.